# Peter Prevc
Peter Prevc [preu̯t͡s] (* 20. September 1992 in Kranj) ist ein ehemaliger slowenischer Skispringer. Er gewann die Vierschanzentournee 2015/16, Einzelgold bei der Skiflug-Weltmeisterschaft 2016 sowie den Gesamtweltcup der Saison 2015/16. Außerdem gewann er in seiner Karriere bei Nordischen Skiweltmeisterschaften und Olympischen Winterspielen insgesamt sieben Medaillen.

## Werdegang
Prevc, der für den SK Triglav Kranj sprang, startete 2006 noch als 13-Jähriger erstmals im FIS Cup. In der Saison 2008/09 gelangen dem Slowenen die ersten Punkte im Skisprung-Continental-Cup. Auf seiner Heimschanze in Kranj sowie auf der Großschanze von Pragelato stand er als jeweils Zweiter auf dem Podest. Zwischen diesen beiden Erfolgen war Prevc bei den Juniorenweltmeisterschaften 2009 in Štrbské Pleso am Start, wo er im Einzelspringen den sechsten Platz und im Mannschaftsspringen den fünften Platz holte.
Bei den Slowenischen Meisterschaften im Skispringen 2009 in Kranj gewann er gemeinsam mit Robert Kranjec, Primož Peterka und Jaka Oblak das Teamspringen und wurde im Einzelspringen Fünfter. Im gleichen Jahr war er auch beim Europäischen Olympischen Winter-Jugendfestival im polnischen Szczyrk erfolgreich und sicherte sich sowohl die Goldmedaille im Einzel als auch mit der Mannschaft.
Im Dezember 2009 kam Peter Prevc anstelle von Jernej Damjan in die slowenische Weltcup-Mannschaft. In Lillehammer schaffte er auf Anhieb die Qualifikation für den Hauptbewerb, wo er – wenn auch begünstigt durch Schneefall – mit Rang 22 seine ersten Weltcuppunkte erreichte. Bei den Juniorenweltmeisterschaften 2010 in Hinterzarten sicherte er sich im Einzelwettbewerb von der Normalschanze die Silbermedaille und mit der Mannschaft die Bronzemedaille. Bei den Slowenischen Meisterschaften im Skispringen 2010 in Kranj gewann er wie auch bereits 2009 Gold im Teamspringen.
Bei den Olympischen Winterspielen 2010 in Vancouver erreichte der siebzehnjährige Prevc im Springen von der Normalschanze den siebten Platz. Auf der Großschanze wurde er 16., mit der Mannschaft erreichte er Platz acht.
Bei den Nordischen Skiweltmeisterschaften 2011 in Oslo startete er für Slowenien in allen vier Sprungwettbewerben. Von der Normalschanze erreichte er im Einzel den 17. Platz und mit dem Team Platz sechs. Von der Großschanze erreichte er im Einzelspringen den 25. Platz. Im Teamspringen gewann er gemeinsam mit Jurij Tepeš, Jernej Damjan und Robert Kranjec die Bronzemedaille. Bei den slowenischen Meisterschaften 2011 verteidigte er mit der Mannschaft des SK Triglav Kranj den Titel im Teamwettbewerb, während er im Einzelspringen den zweiten Platz errang. Ein Jahr später konnte er sich seinen ersten Einzeltitel erspringen. Das erfolgreichste Jahr seiner bisherigen Karriere wurde durch die Wahl der slowenischen Skisprung-Mannschaft (gemeinsam mit Robert Kranjec, Jurij Tepeš und Jernej Damjan) zur Mannschaft des Jahres in Slowenien gekrönt.
Am 19. Februar 2012 gewann er mit der slowenischen Mannschaft das Mannschaftsspringen auf der Heini-Klopfer-Skiflugschanze in Oberstdorf und holte damit nicht nur den ersten Weltcupsieg seiner Karriere. Die slowenische Mannschaft gewann auch erstmals überhaupt einen Teamwettbewerb im Weltcup. Er selbst zog sich bei seinem Sprung auf 225,5 Meter, den er nicht stehen konnte, Bänderrisse in der Schulter zu.
Bei den Nordischen Skiweltmeisterschaften 2013 im Val di Fiemme erreichte er hinter Anders Bardal und Gregor Schlierenzauer beim Springen auf der Normalschanze den dritten Platz und holte sich Bronze. Beim Springen auf der Großschanze am 28. Februar 2013 wurde er hinter Kamil Stoch Zweiter und gewann somit vor Anders Jacobsen Silber. Mit der slowenischen Mannschaft wurde er Achter im erstmals ausgetragenen Mixed-Teamwettbewerbs auf der Normalschanze und Sechster auf der Großschanze.

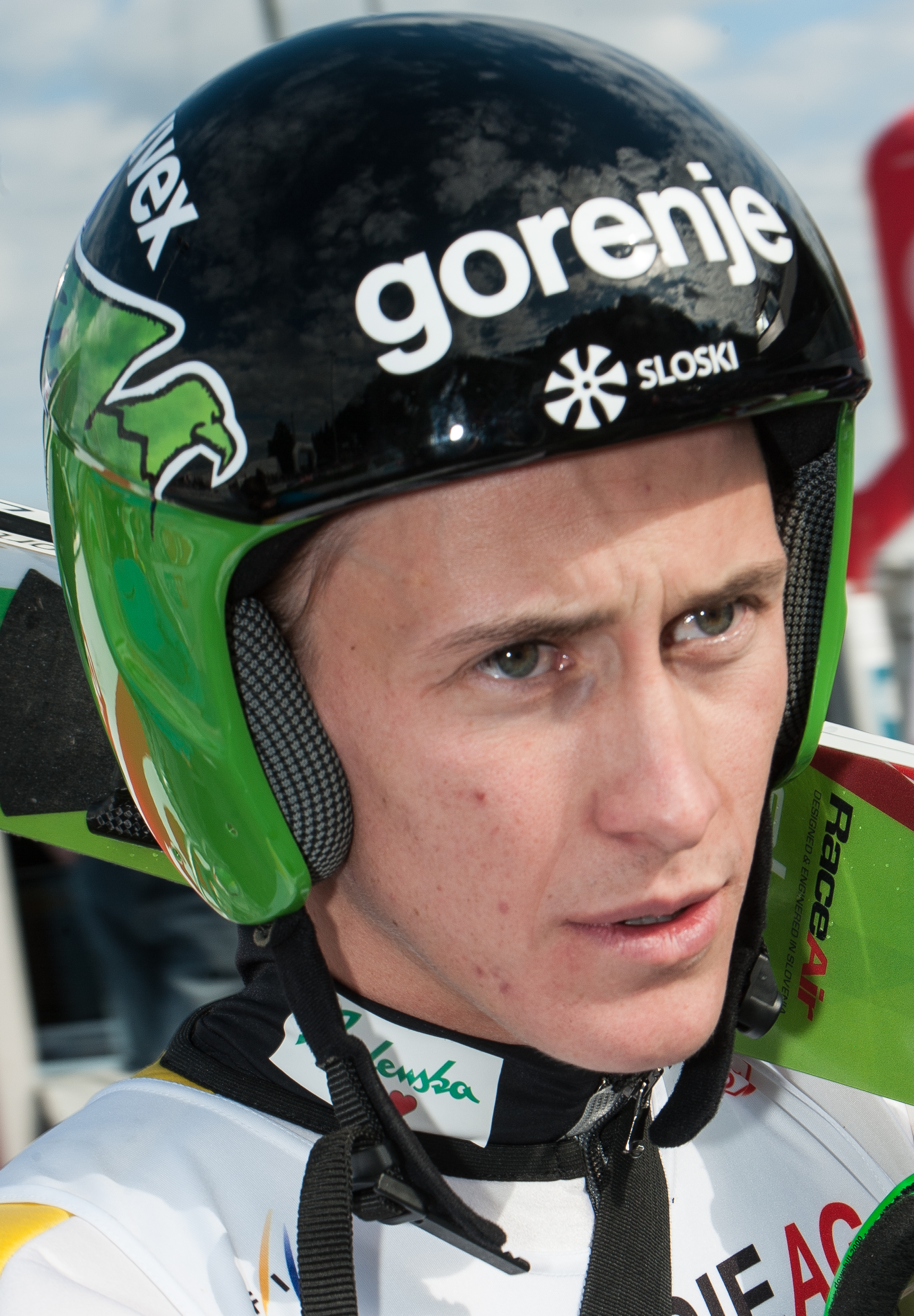
Peter Prevc (2015)

Seinen ersten Weltcupsieg im Einzelspringen feierte er am 12. Januar 2014 beim Skifliegen in Tauplitz am Kulm, dem knapp zwei Wochen später in Sapporo der zweite Erfolg bei einem Weltcupspringen folgte. Am 9. Februar holte er bei den Olympischen Winterspielen 2014 in Sotschi Silber auf der Normalschanze hinter Kamil Stoch. Beim Wettbewerb auf der Großschanze holte er zudem auch die Bronzemedaille. Mit der slowenischen Mannschaft belegte er den fünften Platz. Bei der Skiflug-Weltmeisterschaft 2014 im März gewann er die Bronzemedaille im Einzel hinter Severin Freund und Anders Bardal. Die Saison beendete er mit einem weiteren Skiflugsieg in Planica und Platz zwei der Weltcupgesamtwertung und dem Sieg in der Skiflug-Wertung.
Am 26. Juli 2014 gelang ihm auf der Malinka in Wisła sein erster Einzelsieg im Sommer-Grand-Prix.
Am 14. Februar 2015 gelang ihm bei der Weltcup-Veranstaltung am Vikersundbakken als erstem Skispringer ein Flug auf 250,0 Meter, mit dem er einen neuen Skiflugweltrekord aufstellte. Dieser Rekord wurde aber bereits am Folgetag von Anders Fannemel verbessert.
Am 20. März 2015 gelang ihm in seiner Heimat auf der Letalnica von Planica ein Flug auf 248,5 Meter. Er übertraf damit den am selben Tag von Michael Hayböck aufgestellten Schanzenrekord um sieben Meter. Im zweiten Durchgang erhielt er für seinen Flug auf 233 Meter fünfmal die Note 20, eine Bewertung, die erst fünf andere Springer vor ihm erhalten haben. Wie schon in der Vorsaison erreichte Prevc im Weltcup 2014/15 den zweiten Platz der Gesamtwertung. Er beendete die Saison punktgleich mit Weltcupsieger Severin Freund, hatte allerdings weniger Einzelwettkämpfe gewonnen als Freund, weshalb er Platz zwei im Gesamtweltcup belegte. Außerdem verteidigte er seinen Titel in der Skiflug-Wertung.
In der Saison 2015/16 gewann er die drei letzten Weltcupspringen vor der Vierschanzentournee und ging damit als Weltcupführender und Favorit in die Tournee. Nachdem er beim ersten Springen in Oberstdorf Dritter geworden war, gewann er die drei weiteren Tourneespringen und die Gesamtwertung. Am 16. Januar 2016 wurde Prevc im österreichischen Bad Mitterndorf Einzelweltmeister bei der Skiflug-Weltmeisterschaft und verbesserte den Schanzenrekord gleich zweimal, zuletzt auf 244 Meter. Am 28. Februar 2016 sicherte sich Prevc den Sieg im Gesamtweltcup der Saison 2015/16. Mit 15 Weltcupsiegen in einer Saison stellte er einen neuen Rekord auf. Er ist der erste Skispringer, der sowohl die Vierschanzentournee, die Skiflug-WM und den Gesamtweltcup in einer Saison gewann. Neben dem Sieg im Gesamtweltcup entschied er auch zum dritten Mal in Folge die Skiflug-Wertung für sich. Mit 2303 Punkten im Gesamtweltcup, 22 Podestplätzen und einem Vorsprung von 813 Punkten auf den Zweiten Severin Freund stellte er weitere Rekorde auf. In 29 Wettbewerben erzielte er 2303 Punkte, das entspricht 79,4 Punkten im Schnitt pro Wettbewerb, auch das ist ein neuer Bestwert.
Nachdem er drei Jahre In Folge unter den besten zwei im Gesamtweltcup landete und in der Saison 2015/16 sogar der dominierende Skispringer im Weltcup war, konnte er ab der Saison 2016/17 nicht mehr an diese Leistung anknüpfen. Am 11. Februar 2017 gewann er in Sapporo den 22. Einzel-Weltcup seiner Karriere. Dies blieb, neben einem dritten Rang beim Auftakt in Kuusamo, sein einziger Podestplatz in der Saison 2016/17, die er als Neunter im Gesamtweltcup beendete. In der Saison 2017/18 erreichte er nur einen Einzel-Podestplatz im Weltcup als Dritter in Zakopane. Im Gesamtweltcup landete er auf den 15. Platz. Bei der Skiflug-Weltmeisterschaft 2018 in Oberstdorf belegte er den sechsten Rang im Einzel und holte zusammen mit Jernej Damjan, Anže Semenič und seinem Bruder Domen Prevc die Silbermedaille im Mannschaftsspringen als Zweiter hinter Norwegen. Bei den Olympischen Winterspielen 2018 in Pyeongchang gehörte er zum fünfköpfigen slowenischen Aufgebot und wurde in allen drei Wettbewerben eingesetzt. Im Einzelwettbewerb auf der Normalschanze belegte er den zwölften Platz und im Einzelwettbewerb auf der Großschanze den zehnten Platz. Mit der slowenischen Mannschaft wurde er im Mannschaftswettbewerb auf der Großschanze Fünfter.
Prevc stieg nach einer Verletzungspause erst am 15. Dezember in Engelberg in die Weltcupsaison 2018/19 ein, wo er am zweiten Wettkampftag mit dem sechzehnten Platz in die Punkteränge sprang. Nachdem er in Oberstdorf Achtzehnter wurde, beendete er bereits nach der erfolglosen Qualifikation in Garmisch-Partenkirchen die Vierschanzentournee. In den folgenden Wochen kämpfte Prevc um seine Form, weshalb er nach dem Weltcup in Predazzo eine Wettkampfpause einlegte und sich zum Trainieren zurückzog. Bei den Weltmeisterschaften 2019 in Seefeld belegte er Platz 16 von der Großschanze und Platz 24 von der Normalschanze. Mit der slowenischen Herren-Mannschaft wurde er Sechster und mit dem Mixed-Team Vierter. Nachdem er beim Normalschanzen-Wettbewerb von der Toni-Seelos-Olympiaschanze bei schwierigen Verhältnissen nach dem ersten Durchgang auf dem fünften Platz rangierte, sprang Prevc im zweiten Durchgang nur noch auf 93,0 Meter und landete schließlich auf dem 24. Platz. Der sportliche Leiter der deutschen Mannschaft Horst Hüttel kritisierte, dass die Jury nicht aufgrund des dichten Schneefalls eingegriffen habe: „Der zweite Durchgang war komplett irregulär. Wenn das nicht irregulär ist, dann verstehe ich die Welt nicht mehr. Dafür gibt es ein Wettkampf-Management. Die haben kläglich versagt.“ Auch der österreichische Verbandspräsident Peter Schröcksnadel sprach von einer Lotterie und kritisierte das Festhalten am Zeitplan: „Wir haben Glück gehabt. Wir haben eine Bronzene in der Lotterie gewonnen und darüber freuen wir uns. Es war ein verrücktes Springen und für mich nicht regulär. (…) Mit längerem Zuwarten hätte man den dichtesten Schneefall übertauchen können, das schnelle Durchziehen nur für das Fernsehen ist nicht richtig gewesen.“ Seine beste Saisonplatzierung in einem Einzelwettbewerb erreichte er am 10. März im Rahmen der Raw Air 2019 in Oslo, wo er vom Holmenkollbakken Dritter wurde und somit erstmals seit Januar 2018 das Podium erreichte. Sechs Tage später konnte er mit seinen slowenischen Mannschaftskameraden Anže Semenič, seinem Bruder Domen und Timi Zajc das Mannschaftsskifliegen vom Vikersundbakken gewinnen und damit erstmals seit drei Jahren in einem Mannschaftswettbewerb wieder ganz oben auf dem Podest stehen.
Nach drei Jahren ohne Einzelsieg konnte er am 9. März 2020 das Springen vom Lysgårdsbakken in Lillehammer für sich entscheiden und wurde am Ende der Saison Achter der Gesamtwertung.
Bei den Skiweltmeisterschaften 2021 in Oberstdorf wurde er im Einzelspringen von der Großschanze 16. und belegte mit der slowenischen Mannschaft von der Großschanze den fünften Platz. Bei den Olympischen Winterspielen 2022 in Peking gewann er zusammen mit Nika Križnar, Timi Zajc und Urša Bogataj Gold im Mixed-Teamwettbewerb und mit Lovro Kos, Timi Zajc und seinem Bruder Cene hinter Österreich Silber. In den Einzelwettbewerben wurde er auf der Normalschanze Vierter und von der Großschanze Zehnter.
Während der Eröffnung der Skiweltmeisterschaften 2023 trug Prevc die slowenische Flagge. Er kam danach aber weder bei der Qualifikation auf der Normalschanze noch beim Mixed-Teamwettbewerb zum Einsatz. Während eines missglückten Trainingssprungs auf der Großschanze verletzte sich Prevc und schied daraufhin auch für die anderen WM-Entscheidungen aus.
Am 6. Februar 2024 kündigte Prevc bei einer Pressekonferenz an, seine Karriere zum Ende der Saison zu beenden. Sein letztes Springen bestritt er am 24. März 2024 beim Skifliegen in Planica, wo er, zwei Tage nach seinem letzten Weltcupsieg, den sechsten Platz belegte.

## Erfolge

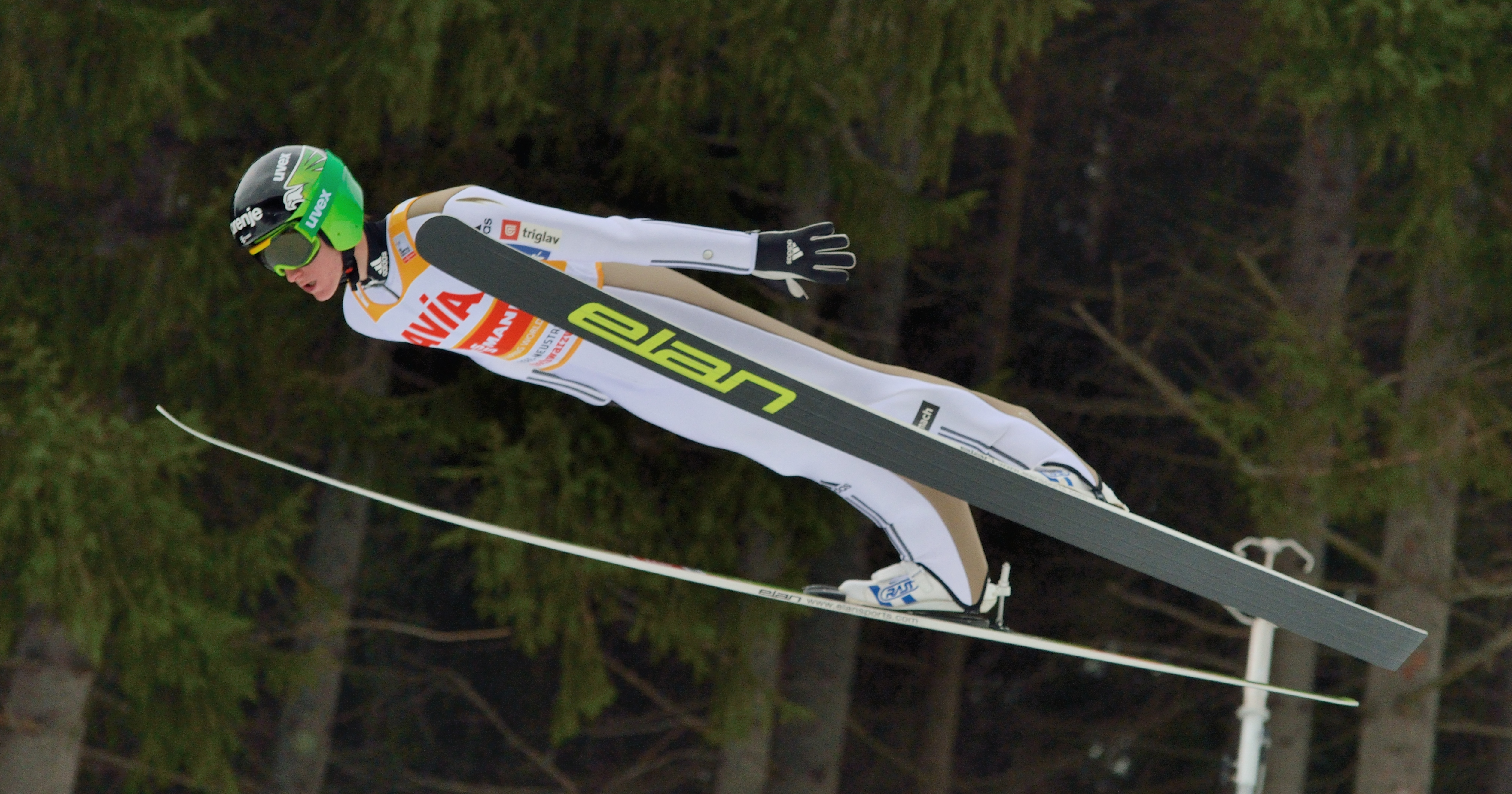
Prevc in Titisee-Neustadt 2016

### Weltcupsiege im Einzel
| Nr. | Datum             | Ort                    | Typ         |
| --- | ----------------- | ---------------------- | ----------- |
| 01. | 12. Januar 2014   | Tauplitz               | Flugschanze |
| 02. | 25. Januar 2014   | Sapporo                | Großschanze |
| 03. | 23. März 2014     | Planica                | Großschanze |
| 04. | 24. Januar 2015   | Sapporo                | Großschanze |
| 05. | 14. Februar 2015  | Vikersund              | Flugschanze |
| 06. | 20. März 2015     | Planica                | Flugschanze |
| 07. | 13. Dezember 2015 | Nischni Tagil          | Großschanze |
| 08. | 19. Dezember 2015 | Engelberg              | Großschanze |
| 09. | 20. Dezember 2015 | Engelberg              | Großschanze |
| 10. | 1. Januar 2016    | Garmisch-Partenkirchen | Großschanze |
| 11. | 3. Januar 2016    | Innsbruck              | Großschanze |
| 12. | 6. Januar 2016    | Bischofshofen          | Großschanze |
| 13. | 10. Januar 2016   | Willingen              | Großschanze |
| 14. | 30. Januar 2016   | Sapporo                | Großschanze |
| 15. | 10. Februar 2016  | Trondheim              | Großschanze |
| 16. | 13. Februar 2016  | Vikersund              | Flugschanze |
| 17. | 14. Februar 2016  | Vikersund              | Flugschanze |
| 18. | 27. Februar 2016  | Almaty                 | Großschanze |
| 19. | 28. Februar 2016  | Almaty                 | Großschanze |
| 20. | 17. März 2016     | Planica                | Flugschanze |
| 21. | 20. März 2016     | Planica                | Flugschanze |
| 22. | 11. Februar 2017  | Sapporo                | Großschanze |
| 23. | 9. März 2020      | Lillehammer            | Großschanze |
| 24. | 22. März 2024     | Planica                | Flugschanze |

### Weltcupsiege im Team
| Nr. | Datum             | Ort         | Typ         |
| --- | ----------------- | ----------- | ----------- |
| 01. | 19. Februar 2012  | Oberstdorf  | Flugschanze |
| 02. | 11. Januar 2013   | Zakopane    | Großschanze |
| 03. | 9. Februar 2013   | Willingen   | Großschanze |
| 04. | 23. März 2013     | Planica     | Flugschanze |
| 05. | 23. November 2013 | Klingenthal | Großschanze |
| 06. | 18. Januar 2014   | Zakopane    | Großschanze |
| 07. | 31. Januar 2015   | Willingen   | Großschanze |
| 08. | 21. März 2015     | Planica     | Flugschanze |
| 09. | 6. Februar 2016   | Oslo        | Großschanze |
| 10. | 16. März 2019     | Vikersund   | Flugschanze |
| 11. | 15. Januar 2022   | Zakopane    | Großschanze |
| 12. | 26. März 2022     | Planica     | Flugschanze |

### Grand-Prix-Siege im Einzel
| Nr. | Datum         | Ort   | Typ         |
| --- | ------------- | ----- | ----------- |
| 1.  | 26. Juli 2014 | Wisła | Großschanze |

### Grand-Prix-Siege im Team
| Nr. | Datum         | Ort   | Typ         |
| --- | ------------- | ----- | ----------- |
| 1.  | 20. Juli 2012 | Wisła | Großschanze |

### Continental-Cup-Siege im Einzel
| Nr. | Datum              | Ort       | Typ           |
| --- | ------------------ | --------- | ------------- |
| 1.  | 9. Juli 2011       | Stams     | Großschanze   |
| 2.  | 10. Juli 2011      | Stams     | Großschanze   |
| 3.  | 11. September 2011 | Trondheim | Großschanze   |
| 4.  | 8. Juli 2012       | Kranj     | Normalschanze |
| 5.  | 5. Juli 2014       | Kranj     | Normalschanze |
| 6.  | 6. Juli 2014       | Kranj     | Normalschanze |
| 7.  | 1. Juli 2016       | Kranj     | Normalschanze |
| 8.  | 2. Juli 2016       | Kranj     | Normalschanze |

## Statistik

### Weltcup-Platzierungen
| Saison  | Platz | Punkte |
| ------- | ----- | ------ |
| 2009/10 | 35.   | 0106   |
| 2010/11 | 24.   | 0218   |
| 2011/12 | 15.   | 0400   |
| 2012/13 | 07.   | 0744   |
| 2013/14 | 02.   | 1312   |
| 2014/15 | 02.   | 1729   |
| 2015/16 | 01.   | 2303   |
| 2016/17 | 09.   | 0716   |
| 2017/18 | 15.   | 0416   |
| 2018/19 | 29.   | 0179   |
| 2019/20 | 08.   | 0789   |
| 2020/21 | 23.   | 0230   |
| 2021/22 | 15.   | 0460   |
| 2022/23 | 25.   | 0274   |
| 2023/24 | 05.   | 1071   |

### Skiflug-Weltcup-Platzierungen
| Saison  | Platz | Punkte |
| ------- | ----- | ------ |
| 2010/11 | 36.   | 0024   |
| 2011/12 | 18.   | 0062   |
| 2012/13 | 05.   | 0296   |
| 2013/14 | 01.   | 0180   |
| 2014/15 | 01.   | 0345   |
| 2015/16 | 01.   | 0530   |
| 2016/17 | 05.   | 0196   |
| 2017/18 | 08.   | 0106   |
| 2018/19 | 25.   | 0053   |
| 2019/20 | 28.   | 0011   |
| 2020/21 | 15.   | 0044   |
| 2021/22 | 04.   | 0194   |
| 2022/23 | 49.   | 0002   |
| 2023/24 | 03.   | 0382   |

### Grand-Prix-Platzierungen
| Saison | Platz | Punkte |
| ------ | ----- | ------ |
| 2010   | 23.   | 0086   |
| 2011   | 32.   | 0070   |
| 2012   | 36.   | 0059   |
| 2013   | 41.   | 0058   |
| 2014   | 14.   | 0168   |
| 2015   | 06.   | 0251   |
| 2016   | 06.   | 0265   |
| 2017   | 47.   | 0034   |
| 2019   | 19.   | 0114   |
| 2020   | 15.   | 0039   |
| 2021   | 29.   | 0070   |
| 2022   | 34.   | 0044   |
| 2023   | 86.   | 0002   |

### Weltrekord
| #   | Schanze                 | Ort       | Land     | Weite   | aufgestellt am   | Rekord bis       |
| --- | ----------------------- | --------- | -------- | ------- | ---------------- | ---------------- |
| 106 | Vikersundbakken (HS225) | Vikersund | Norwegen | 250,0 m | 14. Februar 2015 | 15. Februar 2015 |

### Schanzenrekorde
| Schanze                          | Ort                      | Land       | Weite   | aufgestellt am    | Rekord bis        |
| -------------------------------- | ------------------------ | ---------- | ------- | ----------------- | ----------------- |
| Bloudkova velikanka (HS139)      | Planica                  | Slowenien  | 142,0 m | 23. März 2014     | 29. März 2014     |
| Letalnica bratov Gorišek (HS225) | Planica                  | Slowenien  | 248,5 m | 20. März 2015     | 25. März 2017     |
| Gross-Titlis-Schanze (HS137)     | Engelberg                | Schweiz    | 142,0 m | 20. Dezember 2015 | 18. Dezember 2016 |
| Kulm (HS225)                     | Bad Mitterndorf/Tauplitz | Österreich | 243,0 m | 15. Januar 2016   | 16. Januar 2016   |
| Kulm (HS225)                     | Bad Mitterndorf/Tauplitz | Österreich | 244,0 m | 16. Januar 2016   | aktuell           |

## Privates
Peter Prevc hat zwei jüngere Brüder, Cene (* 1996) und Domen (* 1999), die ebenfalls erfolgreiche Skispringer sind. Seine Schwester Nika Prevc (* 2005) springt ebenfalls und nimmt seit der Saison 2021/22 auch am Weltcup teil. Nur die jüngste Schwester ist noch nicht als Sportlerin in Erscheinung getreten.
Peter Prevc ist verheiratet und hat mit seiner Frau Mina zwei Söhne.

## Auszeichnungen
- Sloweniens Sportler des Jahres: 2013, 2014, 2015, 2016